# Volkswirtschaftsrat der DDR
Der Volkswirtschaftsrat der DDR (VWR) war ein zentrales Organ des Ministerrates der DDR, das von 1961 bis 1965 bestand. Aufgabe des Volkswirtschaftsrates war die zentrale Leitung der volkseigenen Industrie der DDR.

## Geschichte

### Gründung und Aufgaben
Der Volkswirtschaftsrat wurde im Juli 1961 durch Ausgliederung der Industriehauptabteilung und der Hauptabteilung für Materialversorgung aus der Staatlichen Plankommission gebildet. Der Volkswirtschaftsrat sollte ein selbständiges "zentrales Staatsorgan" zur Leitung der zentralen und örtlichen Industrie sowie für die "Regelung der Grundfragen des Handwerks und der Dienstleistungsbetriebe" sein.
Als zentrales Organ für die Planung und Leitung der Industrie erarbeitete der VWR auf der Grundlage der Beschlüsse des Ministerrats, des Perspektivplanes, der „Orientierungskennziffern“ und der Richtlinien der Staatlichen Plankommission den Jahresplan für die Industrie. Es war die Aufgabe des VWR, die vom ZK der SED und der Regierung der DDR festgelegten Grundsätze der Wirtschaftspolitik mittels seiner Industrieabteilungen, der VVB und der Wirtschaftsräte der Bezirke umzusetzen.
Die einzelnen Industrieabteilungen des VWR waren für die Ausarbeitung und die Bilanzierung des Jahresplans ihres Wirtschaftsbereiches voll verantwortlich und leiteten die ihnen zugeordneten VVB, wissenschaftlichen Institute und Projektierungsbüros unter Beachtung der Verantwortung und Selbständigkeit der VVB an. Der VWR hatte gegenüber den wirtschaftlichen Mittelinstanzen und Bezirkswirtschaftsräten ein Weisungsrecht.
Zum Vorsitzenden des VWR wurde Alfred Neumann berufen. Der direkte Stellvertreter Neumanns war bis 1962 Günter Mittag als Sekretär des VWR, an seine Stelle traten von November 1963 bis zur Auflösung des VWR Erich Markowitsch und Johann Wittik als 1. Stellvertreter des Vorsitzenden.

### Auflösung und Fortführung der Aufgaben
Es erwies sich im Laufe der Entwicklung als nicht zweckmäßig, die gewachsene Industrie von einem zentralisierten Organ wie dem VWR aus zu leiten.
1965 beschloss das ZK der SED auf dem 11. Plenum, den Volkswirtschaftsrat aufzulösen, der bis dahin als eine Art „Gesamtindustrieministerium“ für die volkseigene Industrie fungiert hatte. Durch übermäßige Zentralisierung wurde eine Aufgabe geschaffen, mit der diese Behörde überfordert war. Durch die erneute Bildung von acht Industrieministerien sollte die Arbeit der Planung, Anleitung und Kontrolle der Industrie (insbesondere der VVB) besser funktionieren, wobei die Stellenzahl der aus Volkswirtschaftsrat und Plankommission ausgegliederten Industrieabteilungen sinken sollte.
Offiziell beschloss der Ministerrat am 22. Dezember 1965, den VWR wieder aufzulösen. Die Aufgaben der Planung, Anleitung und Kontrolle der Industrie wurden auf acht neugebildete Industrieministerien übertragen:
1. Ministerium für Grundstoffindustrie
2. Ministerium für Erzbergbau und Metallurgie
3. Ministerium für Chemische Industrie
4. Ministerium für Elektrotechnik und Elektronik
5. Ministerium für Schwermaschinen- und Anlagenbau
6. Ministerium für Verarbeitungsmaschinen- und Fahrzeugbau
7. Ministerium für Leichtindustrie
8. Ministerium für Bezirksgeleitete Industrie und Lebensmittelindustrie

Das ebenfalls neugegründete Ministerium für Materialwirtschaft hatte Querschnittsaufgaben. Die meisten Mitarbeiter der Industrieministerien kamen aus dem Volkswirtschaftsrat bzw. dessen Industrieabteilungen, teilweise auch aus der Plankommission. Durch spätere Umbenennungen, Aufspaltungen und Neugründungen änderte sich Zahl und Benennung der Industrieministerien von 1965 bis zum Ende der DDR 1990.